# Jolanta Darczewska
Jolanta Darczewska z domu Zaręba (ur. 13 kwietnia 1950 w Szydłowcu, zm. 11 lipca 2025) – polska politolożka, tłumaczka, znawczyni problematyki bezpieczeństwa obszaru posowieckiego, od 1992 do 2021 związana z Ośrodkiem Studiów Wschodnich w Warszawie, w latach 2007–2011 jego dyrektorka.

## Życiorys
Absolwentka filologii rosyjskiej na Akademii Pedagogicznej w Krakowie oraz filologii słowiańskiej na Uniwersytecie Jagiellońskim. Spędziła trzy lata w Moskwie, uzyskując na Uniwersytecie Łomonosowa stopień doktora nauk humanistycznych. W latach 1973–1982 pracowała jako asystentka w Akademii Pedagogicznej. Od 1982 do 1992 redaktorka w wydawnictwie Książka i Wiedza.
W 1992 rozpoczęła pracę w Ośrodku Studiów Wschodnich, rok później już pełniąc funkcje kierownicze: kierowniczki zespołu prasowego (1993–1998), kierowniczki zespołu bezpieczeństwa i obronności (1998–2004), wicedyrektorki (2004–2007 i po 2011), dyrektorki (2007–2011). Następnie kierowała zespołem ds. bezpieczeństwa wewnętrznego w Europie Wschodniej. Pozostawała we współpracy z OSW także po przejściu na emeryturę w 2021. Specjalizowała się w tematyce rosyjskich służb specjalnych (np. FSB). Jej opracowania miały charakter prekursorski.
Członkini Stowarzyszenia Tłumaczy Polskich. Od 2009 do 2016 zasiadała w Radzie Fundacji „Pomoc Polakom na Wschodzie”, także jako jej wiceprzewodnicząca. Członkini rady redakcyjnej „Nowej Europy Wschodniej” (2008–2013), w latach 2012–2013 przewodnicząca jury konkursu „Ambasador Nowej Europy”. Regularnie wypowiadała się w mediach, w latach 1999–2000 publikowała w tygodniku „Polityka”.
W 2022 została wyróżniona nagrodą specjalną Międzynarodowej Nagrody im. Witolda Pileckiego za książkę Na drodze do wolności. Białoruska partyzantka kulturowa w przestrzeni publicznej i Internecie.
Jej córką jest rusycystka i białorutenistka Joanna Getka.
Pochowana na Cmentarzu Wojskowym na Powązkach.

## Publikacje
Publikacje OSW
- Federalna Służba Bezpieczeństwa w zwierciadle rosyjskiego dowcipu sieciowego, Punkt Widzenia OSW, 2014, ISBN 978-83-62936-48-9.
- Anatomia rosyjskiej wojny informacyjnej. operacja krymska – studium przypadku, Punkt Widzenia OSW, 2014, ISBN 978-83-62936-45-8.
- Diabeł tkwi w szczegółach. Wojna informacyjna w świetle doktryny wojennej Rosji, Punkt Widzenia OSW, 2015, ISBN 978-83-62936-57-1.
- Rosyjskie siły zbrojne na froncie walki informacyjnej. Dokumenty strategiczne, Prace OSW, 2016, ISBN 978-83-62936-87-8.
- Rusofobia w strategii Kremla. Broń masowego rażenia [wraz z Piotrem Żochowskim], Punkt Widzenia OSW, 2015, ISBN 978-83-62936-72-4.
- Środki aktywne. Rosyjski towar eksportowy [wraz z Piotrem Żochowskim], Punkt Widzenia OSW, 2017, ISBN 978-83-65827-03-6.
- Kozacy Putina. Folklor, biznes czy polityka?, Punkt Widzenia OSW, 2017, ISBN 978-83-65827-17-3.
- Obrońcy oblężonej twierdzy. O historycznej legitymizacji służb specjalnych Rosji, Punkt Widzenia OSW, 2018, ISBN 978-83-65827-25-8.
- Między jawną dezinformacją a niejawną praktyką. Gry rosyjskich służb, Punkt Widzenia OSW, 2019, ISBN 978-83-65827-34-0.
- Rosgwardia. Siły specjalnego przeznaczenia, Punkt Widzenia OSW, 2020, ISBN 978-83-65827-50-0.
- Na drodze do wolności. Białoruska partyzantka kulturowa w przestrzeni publicznej i Internecie, Wydawnictwa Uniwersytetu Warszawskiego, Warszawa 2021, (z Joanną Getką).
- Ruś porwana. Rosyjska wojna o tożsamość Ukrainy. Wydawnictwa Uniwersytetu Warszawskiego, Warszawa 2022, (z Joanną Getką).
- Faszyzacja antyfaszyzmu. Kulturowe kody wojny Rosji. Wydawnictwa Uniwersytetu Warszawskiego, Warszawa 2023, (z Joanną Getką).
- Zawładnąć umysłami i urządzić świat. Rosyjska strategia dywersji i dezinformacji. OSW, Warszawa 2024.

Przekłady
- Jarema Maciszewski (red.), Tragedia Komunistycznej Partii Polski, tł. z ros. Jolanta Darczewska, Krzysztof Smerd, Książka i Wiedza, Warszawa 1989, ISBN 83-05-12429-0.
- Władimir Bukowski, Moskiewski proces: dysydent w archiwach Kremla, tł. z ang. Jolanta Darczewska [et al.], Świat Książki, Warszawa 1999, ISBN 83-7227-190-9.
- Piotr Barachta, Sergiej Szczerbakow, Igor Szczołokow, Losy młodzieży chińskiej, tł. z ros. Jolanta Darczewska, Krajowa Agencja Wydawnicza, Warszawa 1983, ISBN 83-03-00383-6.
- Stanisław Rączkowski (red.), Czynniki wzrostu gospodarczego w Polsce i Rosji, tł. tekstów ros. Jolanta Darczewska, Aleksander Sztange, Wydawnictwo Instytutu Filozofii i Socjologii PAN, Warszawa 1996.